# منطقة الزبداني
منطقة زبداني منطقة سورية إدارية تتبع محافظة ريف دمشق ومركزها مدينة الزبداني، بلغ تعداد سكان المنطقة 63,780  نسمة حسب التعداد السكاني لعام 2004.

## نواحي منطقة زبداني
- ناحية مركز الزبداني
- ناحية سرغايا
- ناحية مضايا